# 동호항 (고창군)
동호항은 대한민국 전북특별자치도 고창군 해리면 동호리에 있는 어항이다. 지방어항으로 지정하여 관리하고 있다. 시설관리자는 고창군수이다.